# 硫化罐
硫化罐（vulcanizing boiler）是用于橡胶硫化的基本设备之一。虽然随着橡胶硫化的发展，更多更先进的橡胶硫化机被发明出来，但是在很多要求不高、加工简便的橡胶硫化过程还是采用硫化罐进行硫化。此外，硫化罐是橡胶硫化史上被使用的最早的硫化设备。

## 硫化罐类型
在生产过程中，根据加热方式的不同可以将硫化罐分为直接加热硫化罐与间接加热硫化罐。在使用过程中直接将蒸汽通入硫化罐罐体内的加热方式称为直接加热硫化罐，这种方式操作简单，但是对产品的颜色影响较大，所以只能应用于对颜色要求不高的橡胶制品加工上；间接加热硫化罐则是在硫化罐罐体内设计一个通蒸汽的夹层，这样就可以不影响产品的颜色，但是这种方法在制作硫化罐时比较麻烦，成本较高。并且在近几年人们在基于电的广泛应用下又发明了一种电加热的硫化罐，这种硫化罐可以达到更高需要的硫化时的温度。
根据硫化罐的外形不同可以将硫化罐分为立式硫化罐与卧式硫化罐。立式硫化罐主要是用于硫化以棉纤维为主体骨架的各种轮胎，主要由罐体、罐盖和罐盖紧锁装置、立柱、液压缸、柱塞上横梁和底座等构成。立式硫化罐的主要性能参数是罐体内径及液压罐柱塞产生的最大压力，它的规格表示为最大工作压力/罐体内径。而卧式硫化罐主要由罐体、罐底、罐盖、电动罐盖开闭装置，安全装置等组成。卧式硫化罐的主要性能参数是罐体内径、罐体有效长度以及工作时的压力温度等，它的参数规格表示为内径×有效长度。